# Manipulacja (technologia)
Manipulacja to czynności wykonywane przez człowieka lub maszynę w celu właściwego rozmieszczenia przedmiotów lub narzędzi w przestrzeni roboczej. Dla przykładu, aby zmontować telefon komórkowy należy złożyć w całość wszystkie elementy we właściwej kolejności poprzez odpowiednie nimi manipulowanie.
Człowiek manipuluje przedmiotami korzystając ze swojego ciała, a w szczególności rąk i oczu. Kontrola poprawności wykonywanej czynności możliwa jest poprzez wykorzystanie zmysłów wzroku oraz dotyku. Maszyny manipulacyjne (manipulatory przemysłowe) poruszają przedmiotami korzystając z ramion i chwytaków poruszanych przez napędy elektryczne, pneumatyczne lub hydrauliczne. Manipulator może być sterowany przez człowieka (teleoperator) lub komputer działający według z góry ustalonego programu. Jeżeli maszyna manipulacyjna przypomina człowieka i może być reprogramowana to nazywana jest robotem przemysłowym.
Ludzkie zdolności manipulacyjne są efektem ewolucji naczelnych, która pozwoliła im na opanowanie zdolności do posługiwania się narzędziami oraz wytwarzania ich. Przodkowie człowieka dzięki opanowaniu tych umiejętności stali się najsprawniejszymi drapieżnikami na Ziemi. Rozwój zdolności manipulacyjnych przyczynił się również do polepszenia wyobraźni przestrzennej i ludzkiej kreatywności. W wieku XIX podczas rewolucji przemysłowej zdolności człowieka zostały wykorzystanie do produkcji masowej. Czynności manipulacyjne zostały uproszczone, przez co wymagały mniejszej uwagi oraz umiejętności. Praca polegająca na powtarzaniu stale tych samych czynności okazała się szkodliwa dla ludzi, a szczególnie dla dzieci. 
Na początku XX wieku możliwe stało się zbudowanie pierwszych manipulatorów przemysłowych. Początkowo były to proste układy elektro-mechaniczne. Zastosowano też wiele prostszych maszyn, które ułatwiły pracę. Rewolucja informatyczna pozwoliła na wyprodukowanie przypominających człowieka robotów, które można było zaprogramować do powtarzania 24 godziny na dobę tych samych czynności.  W ten sposób możliwe stało się zredukowanie czasu pracy do 8 godzin dziennie oraz rezygnacja z pracy dzieci. Skutkiem ubocznym stał się wzrost bezrobocia wśród niewykwalifikowanych pracowników.
Obecnie większość robotów może manipulować przedmiotami wyłącznie według z góry założonego przez inżynierów planu. Nie potrafią dostosowywać się do otoczenia. Wzrost mocy obliczeniowej procesorów budzi nadzieję, że roboty będą w XXI wieku mogły dorównać człowiekowi w jego zdolnościach manipulacyjnych, a nawet go wyprzedzić. Takie maszyny mogą zastąpić ludzi całkowicie w produkcji przemysłowej, czy chirurgii, gdzie wymagana jest bardzo duża precyzja i szybkość działania.